# ليليج غوابر (شبخوسلات)
لیلیج غوابر (بالفارسية: لیلیج گوابر) هي قرية تقع في إيران في قسم شبخوسلات الريفي. يقدر عدد سكانها بـ 66 نسمة بحسب إحصاء 2016.